# Kumlika desertorum
Kumlika desertorum är en insektsart som först beskrevs av Oshanin 1913.  Kumlika desertorum ingår i släktet Kumlika och familjen Dictyopharidae. Inga underarter finns listade i Catalogue of Life.